# توماس پریتزکر
توماس پریتزکر (انگلیسی: Thomas Pritzker؛ زادهٔ ۱۹۵۰) سرمایه‌دار، نیکوکار و مدیر اجرایی اهل ایالات متحده آمریکا است، که هم‌اکنون به‌عنوان رئیس هیئت مدیره گروه هتل‌های هایت فعالیت می‌کند. وی همچنین ریاست هیئت مدیره مؤسسه هنر شیکاگو و مرکز مطالعات استراتژیک و بین‌المللی را نیز برعهده دارد. او از اعضای خانواده پریتزکر می‌باشد. مجله اقتصادی فوربز در سال ۲۰۱۸ مجموع دارایی‌های توماس پریتزکر را بالغ بر ۴ میلیارد دلار برآورد نمود.